# Cionothrix usneoides
Cionothrix usneoides är en svampart som först beskrevs av Henn., och fick sitt nu gällande namn av Syd. & P. Syd. 1919. Cionothrix usneoides ingår i släktet Cionothrix och familjen Pucciniosiraceae.   Inga underarter finns listade i Catalogue of Life.